# Hora Svatého Šebestiána
Hora Svatého Šebestiána település Csehországban, Chomutovi járásban. Hora Svatého Šebestiána Marienberg, Blatno, Křimov, Výsluní és Kalek településekkel határos. Lakosainak száma 347 fő (2024. január 1.).

## Népesség
A település lakosságának változását az alábbi diagram mutatja:
| Lakosok száma | 3235 | 3585 | 2936 | 524  | 368  | 266  | 276  | 318  | 309  | 347  |
|               | 1869 | 1900 | 1921 | 1961 | 1980 | 2011 | 2016 | 2019 | 2021 | 2024 |